# Busta Rhymes
Busta Rhymes, nome artístico de Trevor Tahiem Smith Jr., (Brooklyn, Nova York, 20 de maio de 1972), é um rapper e ator nascido nos Estados Unidos de ascendência jamaicana. Chuck D do Public Enemy deu-lhe o apelido Busta Rhymes em homenagem ao wide receiver da NFL George "Buster" Rhymes. Ele é mais conhecido por sua técnica habilidosa de fazer rap, que envolve rimar em um ritmo muito rápido, e até hoje ele recebeu onze nomeações para o Grammy por seu trabalho musical.

## Biografia
Busta nasceu no bairro de Red Hook em Brooklyn, New York, filho dos imigrantes jamaicanos Geraldine Green e Trevor Smith. Ele estudou na George Westinghouse Career and Technical Education High School, onde os rappers Jay-Z e The Notorious B.I.G. também estudavam.
Em 1983 muda-se para Uniondale, em Long Island, onde, no liceu, conhece Charlie Brown, Dinco D. e Cut Monitor Milo. Com estes três viria a formar o grupo Leaders of the New School em 1988, aos 16 anos. Ele se formou em 1990 na Uniondale High School. Após conseguirem um contrato com a Elektra Records lançam, em 1991, o seu primeiro álbum. Intitulado The Future Without Past. Em 1992, o grupo apareceu em Scenario do A Tribe Called Quest, onde os versos climáticos de Busta o impulsionaram para a consciência cultural. A banda não duraria muito e em 1994, após lançarem um ano antes T.I.M.E., o seu segundo trabalho, Busta decide sair do grupo, e lançar-se numa carreira a solo.

## Carreira

### The Coming e When Disaster Strikes (1996-1997)
Em 1996, Busta estoura com o hit single Woo Hah!! Got You All in Check, de seu álbum de estreia The Coming, também lançado em 1996. Tanto o álbum quanto o single levaram disco de platina. Seu segundo álbum, When Disaster Strikes, lançado em 1997, foi ainda mais bem sucedido e produziu os hit singles Put Your Hands Where My Eyes Could See, Dangerous e Turn It Up (Remix)/Fire It Up. When Disaster Strikes levou platina e se tornou o álbum mais vendido de Busta Rhymes, com 1.67 milhões de cópias vendidas.

### Extinction Level Event (Final World Front) (1998-1999)
Em 1998, Busta gravou Extinction Level Event (Final World Front). O primeiro single, Gimme Some More, chegou ao número seis das paradas do Reino Unido em Janeiro de 1999. Busta também conseguiu sucesso internacional com o single What's It Gonna Be?!, com participação de Janet Jackson, chegou ao top 11 nos Estados Unidos e Reino Unido. O álbum também foi notado por apresentar o rap mais rápido que Busta Rhymes já gravou, em Iz They Wildin Wit Us?, com o rapper Mystikal. O álbum vendeu mais de um milhão de cópias e levou disco de platina em 1999.

### Anarchy & Genesis (2000-2001)

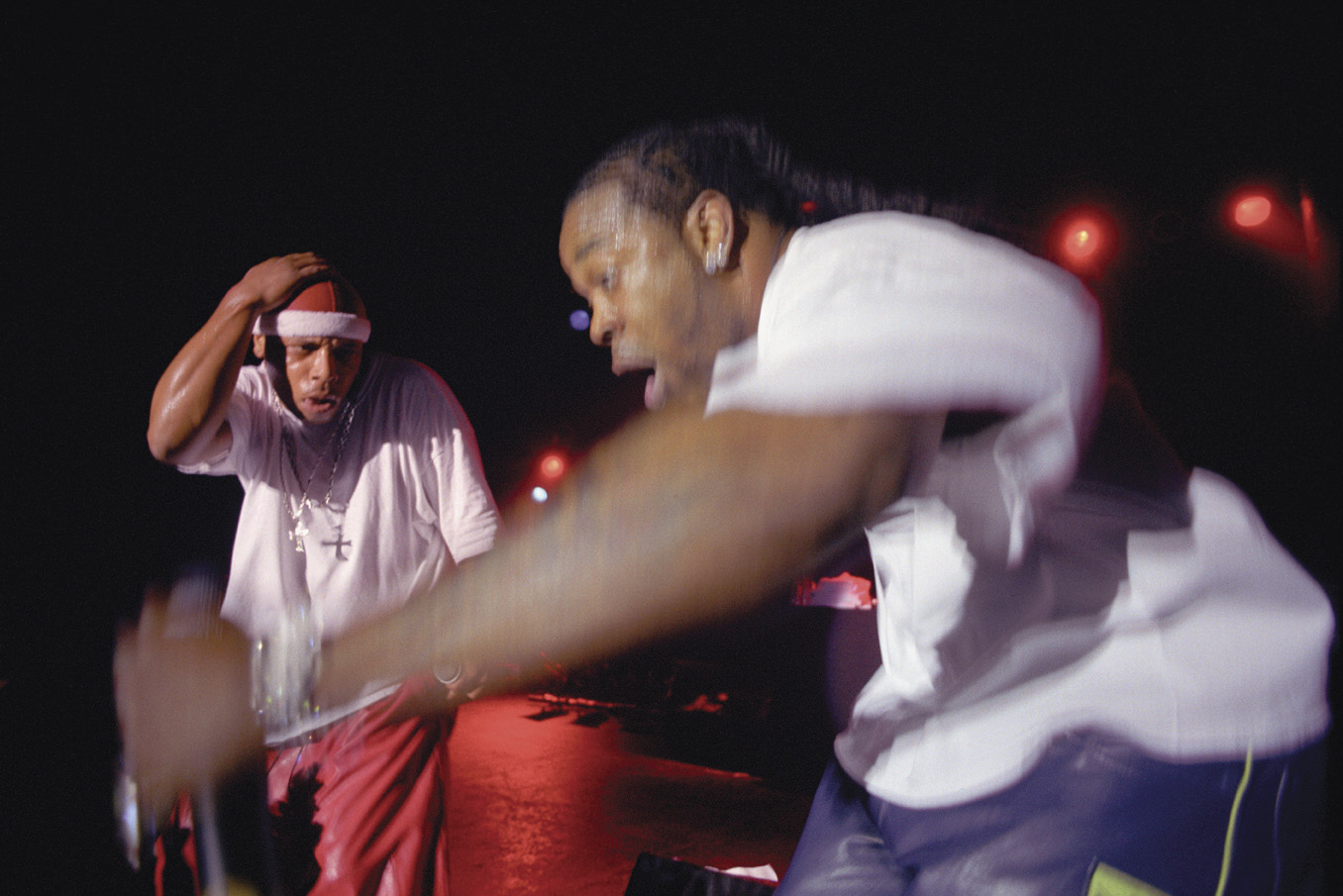
Busta Rhymes em 2002

Em 2000, apenas 5 anos após o lançamento do primeiro álbum, sai Anarchy, o quarto trabalho do cantor nova-yorkino. Deste álbum seriam 'rostos' os temas "Get Out!!" e "Fire". Anarchy vendeu bem como os outros álbuns e levou platina. Após Busta assinar com a J Records, ele lançou uma compilação e um novo álbum de trabalho original. Continuando com o tema bíblico de seus álbuns anteriores, ele nomeou seu próximo álbum Genesis. O álbum tinha colaborações com Mary J. Blige, P. Diddy, Kelis, entre outros. De Genesis, saíram hits como What It Is, com Kelis, e Break Ya Neck. O último single foi o smash hit Pass the Courvoisier, Part II, com Pharrell e P. Diddy. Genesis levou platina, e vendeu bem como os álbuns anteriores.

### It Aint Safe No More (2002-2004)
O último álbum, até à data, de Busta Rhymes seria lançado em 2002, intitulado It Ain't Safe No More. Ao referir este álbum não se pode esquecer o tema "I Know What You Want", com Mariah Carey, que do ponto vista de sucesso comercial foi fantástico, atingindo a posição #3 no hot 100 da revista Billboard. O álbum ainda conta com o hit Make It Clap, com Spliff Starr e o cantor jamaicano Sean Paul. It Aint Safe No More levou disco de ouro. Após esse álbum, Busta deixou a J Records em 2004 e assinou com a Aftermath Entertainment, de Dr. Dre.

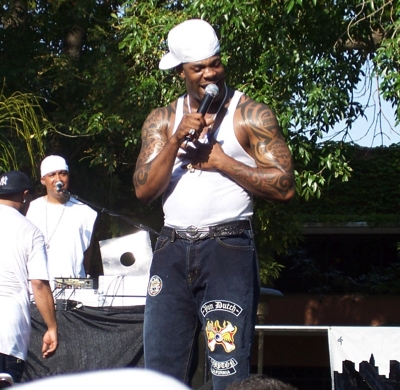
Busta Rhymes cantando na Universidade da California em 2005.

### The Big Bang (2006)
Seu sétimo álbum, The Big Bang, lançado em 2006, se tornou o primeiro álbum da carreira de Busta Rhymes a atingir o topo da Billboard 200, ao vender 209,000 unidades na primeira semana. Também virou o álbum de maior sucesso no Reino Unido, chegando ao número 19. Um pouco do álbum vazou na Internet, e como consequência várias canções foram deixadas de lado e trocadas por novas. The Big Bang apresentou mais produção de Dr. Dre, e também aparições de Raekwon e Nas. Os singles do álbum são Touch It, I Love My Bitch, New York Shit e In the Ghetto. Busta também fez a abertura de um dos shows de Mariah Carey em The Adventures of Mimi Tour. Busta também cantou ao lado de Eminem em Touch It, Part 5 e I'll Hurt You. Em 17 de julho de 2008, ele deixou a Aftermath devido a conflitos com o cabeça da Interscope Jimmy Iovine.

### Back on My B.S. (2007-2009)
Ele também fez uma canção com Linkin Park chamada We Made It. Mais tarde foi revelado que ele fechou um contrato com Universal Motown, que lançou seu oitavo álbum de estúdio, Back on My B.S., em 19 de maio de 2009. Ele também apareceu no álbum de estreia de Asher Roth, Asleep in the Bread Aisle. O álbum estreou em #5 na Billboard 200, vendendo 56,000 cópias, e foi seu primeiro álbum a não receber uma certificação da RIAA, vendendo até hoje 120,000 cópias. Os singles que foram lançados do álbum são, "Arab Money", com Ron Browz, "Hustler's Anthem '09", com T-Pain e "Respect My Conglomerate". A canção "World Go Round", com a cantora britânica Estelle, foi lançada na França em 6 de abril de 2009, devido a pesada rotação de uma versão que vazou. O single foi lançado no Reino Unido em 13 de julho de 2009. Devido ao conteúdo controverso, os Emirados Árabes Unidos baniram o álbum. Back on My B.S. foi lançado internacionalmente, mas por causa de uma canção, "Arab Money", não está disponível para compra como CD lá (porém o álbum é disponível para compra via iTunes). De acordo com a National Media Council, as letras foram consideradas ofensivas aos árabes e ao Islã, e a permissão para distribuição foi negada. Alguns DJs criticaram a faixa, dizendo que retratou os árabes de uma maneira estereotipada. A primeira parte de três do remix de Rhymes contém versos do Alcorão.

### Conglomerate Records / Cash Money Records & Year of the Dragon (2010-presente)

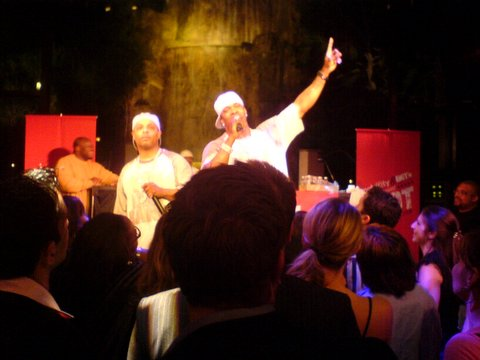
Busta Rhymes em 2006.

Busta anunciou que ele estava trabalhando no seu nono álbum de estúdio, junto com o produtor canadense Boi-1da, intitulado The Chemo. Ele diz que seu próximo projeto está 80 por cento acabado. Busta então mudou o título de seu álbum de Chemo para Extinction.Level.Event.2 (E.L.E. 2). Algumas novas canções tem sido consideradas parte do álbum, incluindo "C'mon (Catch 'Em By Surprise)" de Tiësto e Diplo e "Look at Me Now" com Chris Brown e Lil Wayne. A tendência a adicionar sequências aos álbuns continua com Busta com Busta adicionando mais um capítulo a sua obra de 1998 E.L.E. (Extinction Level Event): The Final World Front. O empresário de Busta, Chris Lighty, mandou a mensagem via Twitter. Ele disse; "Extinction.Level.Event 2 ......prepare yourself." Like the first, E.L.E. 2 is inspired by movies of impending destruction on planet Earth, Lighty said; "From the Intro of the new Busta Album you're going to know you're in trouble and you just turned on 2012 the movie on warp speed,".
DJ Premier, em uma entrevista com a Conspiracy Worldwide Radio em 6 de Agosto de 2010, disse que Busta Rhymes recebeu mais de 8 batidas que ele não queria usar mas Premier esperava que a próxima seria escolhida para inclusão no álbum.

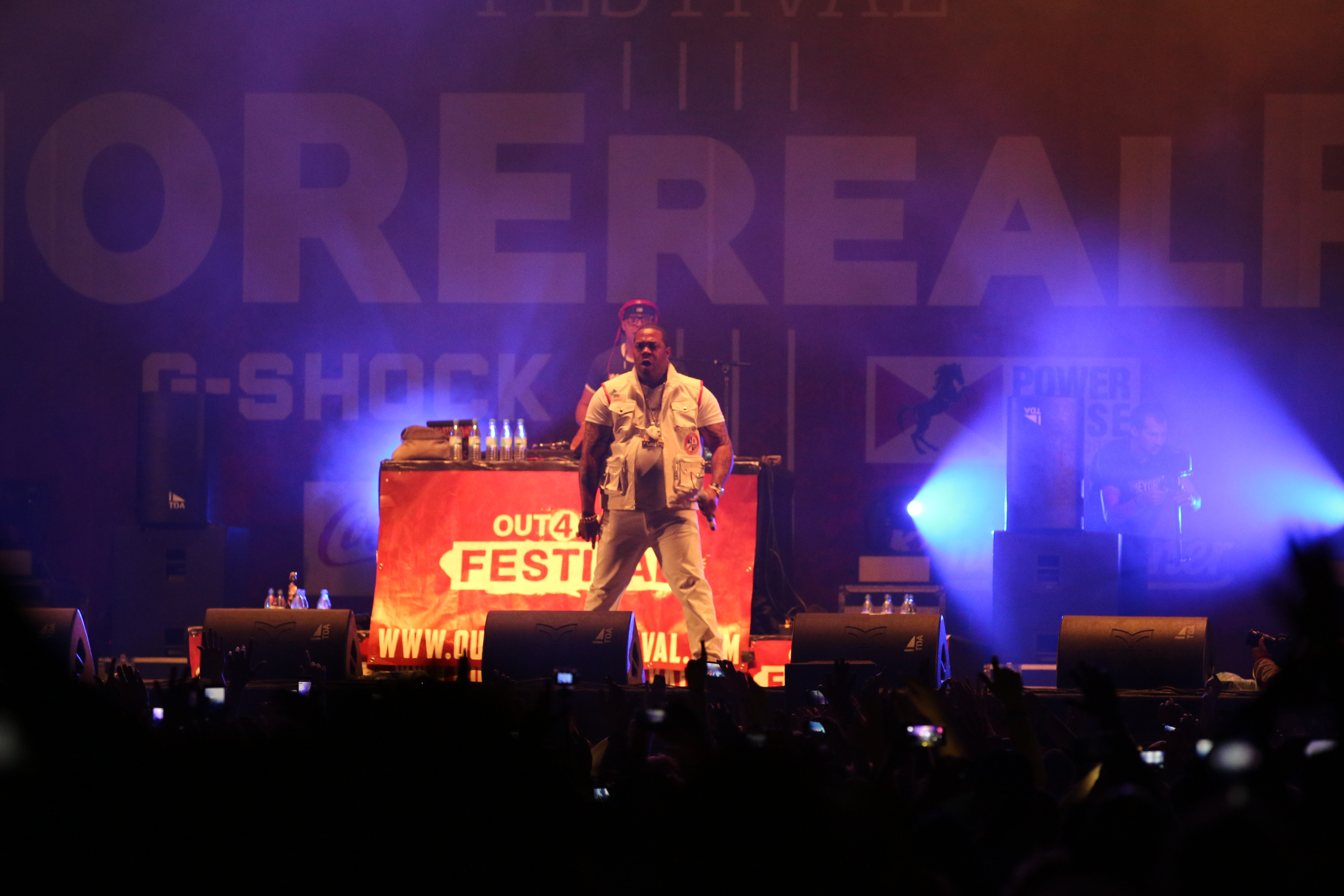
Busta rhymes em 2015

No seu programa de rádio Live From Headqcourterz Premier confirmou que uma de suas batidas seria incluida em "E.L.E. 2". Em 2010, Busta Rhymes fundou sua nova gravadora Conglomerate Records (que acabou tendo como artistas N.O.R.E., e Spliff Star).
O artista canadense Justin Bieber fez uma canção com Busta chamada "Drummer Boy" para seu segundo álbum de estúdio Under the Mistletoe, lançado em 1 de Novembro de 2011. Em 11 de Novembro de 2011, sua canção em homenagem a Heavy D chamada "You Ain’t Gotta Wait Till I’m Gone" vazou. Em 16 de Novembro de 2011, foi anunciado que Busta Rhymes assinou um contrato com a Cash Money Records.Em Julho de 2012, Busta Rhymes anunciou que ele mudou o título do álbum de novo para Year of the Dragon. Inspirado pelo zodíaco chinês, em 25 de Julho de 2012, Busta Rhymes anunciou que este não é o seu álbum de estreia na Cash Money Records, e que vai ser lançado de graça no Google Play.

## Discografia

### Álbuns de estúdio
- The Coming (1996)
- When Disaster Strikes... (1997)
- E.L.E. (Extinction Level Event): The Final World Front (1998)
- Anarchy (2000)
- Genesis (2001)
- It Ain't Safe No More... (2002)
- The Big Bang (2006)
- Back on My B.S. (2009)
- Year of the Dragon (2012)
- Extinction Level Event 2: The Wrath of God (2020)
- Blockbusta (2023)

### Compilações
- 2001 - Total Devastation
- 2002 - Turn It Up!
- 2004 - The Artist Collection

### Leaders of the New School
- 1991 - A Future Without a Past
- 1993 - T.I.M.E.

### Flipmode Squad
- 1998 - The Imperial Album

## Prêmios e indicações
Busta Rhymes foi nomeado para Grammy Awards 11 vezes durante sua carreira, mas ainda não ganhou nenhum.
Grammy Awards
| Ano  | Trabalho nomeado                                       | Prêmio                                 | Resultado |
| ---- | ------------------------------------------------------ | -------------------------------------- | --------- |
| 1997 | "Woo-Hah!! Got You All in Check"                       | Best Rap Solo Performance              | Indicado  |
| 1998 | "Put Your Hands Where My Eyes Could See"               | Best Rap Solo Performance              | Indicado  |
| 1999 | "Dangerous"                                            | Best Rap Solo Performance              | Indicado  |
| 2000 | "Gimme Some More"                                      | Best Rap Solo Performance              | Indicado  |
| 2000 | "What's It Gonna Be?!"                                 | Best Rap Performance By a Duo or Group | Indicado  |
| 2000 | E.L.E. (Extinction Level Event): The Final World Front | Best Rap Album                         | Indicado  |
| 2001 | "Fire"                                                 | Best Music Video, Short Form           | Indicado  |
| 2003 | "Pass the Courvoisier Pt. 2"                           | Best Performance By a Duo or Group     | Indicado  |
| 2007 | "Touch It"                                             | Best Rap Solo Performance              | Indicado  |
| 2012 | "Look At Me Now"                                       | Best Rap Performance                   | Indicado  |
| 2012 | "Look At Me Now"                                       | Best Rap Song                          | Indicado  |

Busta Rhymes foi nomeado para 10 MTV Video Music Awards durante sua carreira, mas ainda não ganhou nenhum.
MTV Video Music Awards
| Ano  | Trabalho nomeado                         | Prêmio                  | Resultado |
| ---- | ---------------------------------------- | ----------------------- | --------- |
| 1996 | "Woo-Hah! Got You All in Check"          | Best Breakthrough Video | Indicado  |
| 1998 | "Put Your Hands Where My Eyes Could See" | Best Rap Video          | Indicado  |
| 1998 | "Put Your Hands Where My Eyes Could See" | Best Male Video         | Indicado  |
| 1998 | "Put Your Hands Where My Eyes Could See" | Best Breakthrough Video | Indicado  |
| 1999 | "What's It Gonna Be?"                    | Best Hip-Hop Video      | Indicado  |
| 1998 | "Gimme Some More"                        | Best Breakthrough Video | Indicado  |
| 2002 | "Pass the Courvoisier Pt. 2"             | Best Hip-Hop Video      | Indicado  |
| 2003 | "I Know What You Want"                   | Best Hip-Hop Video      | Indicado  |
| 2006 | "Touch It"                               | Best Rap Video          | Indicado  |
| 2006 | "Touch It"                               | Best Male Video         | Indicado  |